# Japansk makak
Japansk makak, snömakak eller snöapa (Macaca fuscata) är en primat inom släktet makaker. Den har den nordligaste utbredningen av alla primater (förutom människan).

## Taxonomi
Japansk makak är närmast släkt med rhesusapan (Macaca mulatta) och formosamakak (Macaca cyclopis). De bildar tillsammans en artgrupp inom släktet makaker. Enligt två olika studier av arternas mitokondriella DNA skilde sig japansk makak från den gemensamma anfadern för cirka 0,7 till 0,4 miljoner år sedan.

## Utseende
Den japanska makaken har typiska röda, hårlösa kinder och en ullig, grå eller brun päls. Kroppslängden är 47–60 cm, svansen är 7–12 cm och vikten är 8,3–18 kg. Hos arten är honor lite mindre än hannar och individer som lever i kallare områden är tyngre än exemplar i varma regioner.

## Utbredning
Japansk makak förekommer på öarna Kyushu, Honshu och Shikoku i Japan. Den hittas även på några mindre japanska öar i samma område. Arten lever i låglandet och i bergstrakter upp till 1500 meter över havet. Habitatet utgörs av lövfällande och av städsegröna skogar.

## Levnadssätt

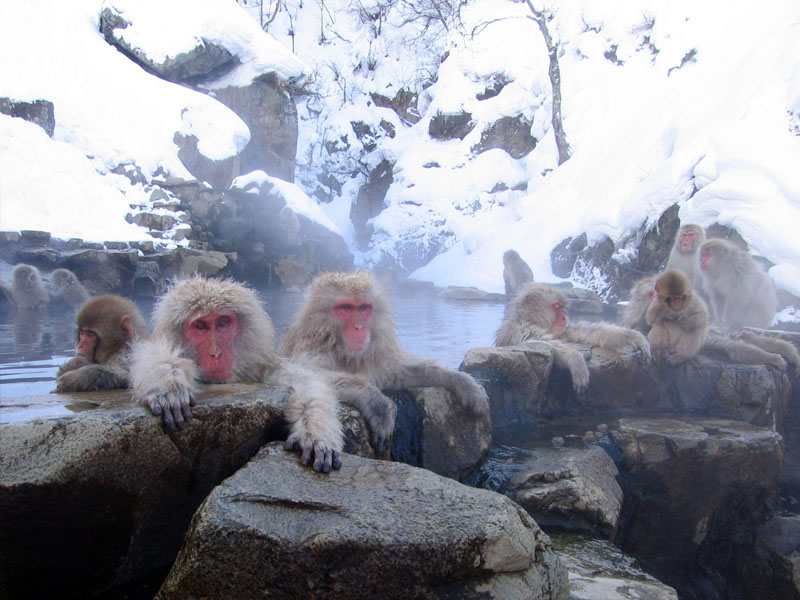
Japanska makaker i den varma källan i Jigokudani Yaen Kōen

Japansk makak sover på natten i träd eller sällan på klippor, på marken, bakom stenar eller bakom annan bråte. Födosöket och andra aktiviteter sker på dagen.
Vuxna honor och hannar samt deras ungar bildar flockar som har 10 till 160 medlemmar. Oftast förekommer cirka 40 exemplar i flocken. Flockens revir är i genomsnitt 3,7 km² stort med större variation. Grupper som lever nära odlingsmark behöver inte vandra långa sträcker för att hitta mat och de har allmänt mindre revir.
De japanska makakerna är mark- och trädlevande apor som förekommer i skogen och vid varma källor. Födan består av frukter, insekter, späda blad, odlade grödor och smådjur. Arten är mycket nyfiken, och om en individ lär sig en ny färdighet tar hela flocken snabbt efter. På detta sätt har makakerna lärt sig att värma sig i varma källor under vintern.
Födans sammansättning varierar beroende på utbredning och årstid. Vid brist på andra matkällor äter arten under vintern bland annat rötter, jord och fisk.
I naturen blir japansk makak sällan äldre än 6 år. Några hannar i fångenskap blev däremot upp till 28 år gamla och en hona levde 32 år.
Arten faller offer för frigående hundar och för berghökörn (Nisaetus nipalensis). Ungar och svaga exemplar dödas ibland av mårdhunden. När makaken hämtar sin föda från odlingsmark dödas den ibland av bönder.